# Videoguide
En videoguide er en video, der indeholder materiale til at undervise eller guide den eller dem, som ser videoen. Indholdet kan både være optagelser af personer, der gør noget, men det kan også være optagelser på en computer, der viser fremgangsmåden eksempelvis at lave billedredigering.
Videoguider har især vundet frem på videosider som YouTube.
| Skole | Spire Denne artikel om en skole, en uddannelsesinstitution eller uddannelse er en spire som bør udbygges. Du er velkommen til at hjælpe Wikipedia ved at udvide den. |